# Heroes & Zeros
Heroes and Zeroes es una película dramática nigeriana de 2012 escrita y dirigida por Niji Akanni; está protagonizada por Nadia Buari, Bimbo Manuel y Olu Jacobs. Se estrenó el 31 de agosto de 2012 en Silverbird Galleria, Lagos. Fue nominada en 6 categorías en la novena edición de los Africa Movie Academy Awards, ganando en las categorías Mejor Director, Mejor Guion y Mejor Montaje.

## Sinopsis
Amos Ayefele (Bimbo Manuel) es un director de cine, que ha perdido la motivación por su trabajo y está teniendo problemas en su matrimonio como resultado de problemas financieros. Se le ve dirigiendo su atención a metas poco realistas, como creer que aún puede ser un jugador de fútbol internacional a pesar de tener 40 años. Después de varias negativas sobre dirigir un proyecto cinematográfico colaborativo nigeriano-francés, asume el papel de director e inicia las audiciones con posibles aspirantes y actores establecidos. Tonia ( Nadia Buari) obtiene el papel principal en la película, después de que Ayefele desarrolla un gusto por ella a primera vista debido a su similitud con una dama que conoció en Kaduna años antes. Después de que deciden reunirse para discutir esto, Tonia se enoja por la insistencia de Ayefele de que la había conocido en el pasado.

## Elenco
- Nadia Buari como Tonia Amabibi
- Olu Jacobs como Jefe Ikudabo
- Norbert Young como Nnamdi
- Tina Mba como Tinuke Amos Fela
- Gabriel Afolayan como Dibu Ijele
- Akin Lewis como Ayoade Alba
- Bimbo Manuel como Amos Ayefele
- Linda Ejiofor como Bisola Amabibi
- Adeniyi Johnson como Shehu
- Jumoke Odetola

## Lanzamiento
Se estrenó en Lagos el 31 de agosto de 2012. El estreno norteamericano se llevó a cabo poco después. Se estrenó en los cines de todo el país el 7 de septiembre de 2012.  En Reino Unido se estrenó el 15 de marzo de 2013 en Odeon Cinema.

## Recepción
Recibió una calificación del 62% de Nollywood Reinvented, quien señaló que, a pesar de ser una película hecha correctamente, podría no ser tan agradable para un espectador promedio de películas de Nollywood, debido a que tiene bastante "inclinación intelectual". Nigeria Voice elogió el reparto y guion, y la describió como "una de las más esperadas en esta era de Nollywood". En 2014, fue catalogada como la novena mejor película africana por Answers Africa. Debido a su atribución a hechos reales, también fue catalogada como una de las siete mejores películas de Nollywood basada en hechos reales.

### Reconocimientos
| Premio                     | Categoría                | Nominado          | Resultado |
| -------------------------- | ------------------------ | ----------------- | --------- |
| Academia de Cine de África | Mejor edición            | Abimbola Taiwo    | Ganador   |
| Academia de Cine de África | Mejor guion              | Niji Akanni       | Ganador   |
| Academia de Cine de África | Mejor actor              | Manuel Bimbo      | Nominado  |
| Academia de Cine de África | Mejor director           | Niji Akanni       | Ganador   |
| Academia de Cine de África | Mejor película nigeriana | Niji Akanni       | Nominado  |
| Academia de Cine de África | Mejor sonido             | Mohammed Musulumi | Nominado  |